# Английский язык Уэст-Кантри
Английский язык Уэст-Кантри — диалекты английского языка и акценты, на которых говорит по большей части коренное население региона Юго-Западной Англии, известного как Уэст-Кантри.
Уэст-Кантри, строго говоря, охватывает графства Корнуолл, Девон, Дорсет, Сомерсет, Уилтшир, хотя иногда включены Глостершир, Херефордшир и Вустершир. Тем не менее, северные и восточные границы области трудно определить. Лингвистически и исторически также должны быть включены Хэмпшир и Остров Уайт.
В близлежащих графствах Беркшир, Хэмпшир, Остров Уайт и Оксфордшир можно столкнуться с аналогичными акцентами и, по сути, также с различными диалектами, хотя с некоторыми общими чертами с другими в соседних регионах — носители диалектов из Острова Уайт, для примера, могут провести понятную беседу с носителем диалекта из графства Девон, без особых проблем. Хотя выходцы из таких мест, особенно из сельских районов, все ещё могут оказывать влияние на западную страну в своей речи, повышение мобильности и урбанизации населения привели к тому, что в Беркшире, Хэмпшире (включая остров Уайт) и Оксфордшире сам диалект, в отличие от различных местных акцентов, становится все более редким.
Академические и региональные варианты считаются диалектными формами. Исследование диалектов английского языка (1950—1961) выявило сходство манер речи в Юго-Западном регионе, которые так же отличались от стандартного английского языка, как и на крайнем севере Англии. Существует некоторое влияние валлийского и корнуэльского языков, в зависимости от конкретного местоположения.

## В литературе
В литературном контексте большая часть использования была либо в поэзии, либо в диалоге, чтобы добавить «местный колорит». В последнее время он редко используется для серьезной прозы, но до 19 века использовался гораздо шире. Диалекты Западной Кантри обычно представляются как «Маммерсет», своего рода собирательный южный сельский акцент, придуманный для вещания.